# Vydrná
Vydrná (Hongaars: Vidornya) is een Slowaakse gemeente in de regio Trenčín, en maakt deel uit van het district Púchov.
Vydrná telt 350 inwoners.